# Prostephanus truncatus
Prostephanus truncatus är en skalbaggsart som först beskrevs av Horn 1878.  Prostephanus truncatus ingår i släktet Prostephanus och familjen kapuschongbaggar. Inga underarter finns listade i Catalogue of Life.